# Distancia al vértice
En óptica oftálmica la distancia al vértice es la distancia entre la cara interior de una lente correctiva (por ejemplo un anteojo o lente de contacto), y la cara exterior de la córnea. Aumentar o disminuir la distancia al vértice cambia las propiedades ópticas del sistema, moviendo el punto focal hacia adelante o hacia atrás y por ende cambiando la potencia de la lente relativa al ojo. Dado que la mayoría de las refracciones se prescriben con una distancia al vértice de 14mm, la potencia de la lente correctiva a una distancia diferente puede necesitar una compensación para obtener el mismo resultado de la refracción inicial.(nota: la refracción es la parte del examen visual que se realiza mediante la visualización de un optotipo).
La distancia al vértice es importante cuando se cambia de anteojos a lentes de contacto y viceversa, y se hace significativa cuando la prescripción es igual o mayor a +/- 4 D. La fórmula para calcular la distancia al vértice es Dc=D/(1-xD), donde Dc es la potencia corregida por la distancia al vértice, D es la potencia original de la lente, y x es la variación en distancia medida en metros.

## Enlaces
Aplicación Android: Calculadora para Optica, Aitor Guascone. Link